# Lijst van uitgaven van Dragon Ball

Dragon Ball (ドラゴンボール, Doragon Bōru) is een Japanse mangaserie geschreven en geïllustreerd door Akira Toriyama.
De eerste Nederlandstalige editie bestaat uit 85 groen/blauwe-gekleurde boekjes en heeft geen hoofdstukindelingen en werden uitgebracht door Glénat in 2001-2008. In 2009 is Glénat begonnen met de Ultimate Edition (of Kanzenban in het Japans) uit te brengen in het Nederlands, deze hebben een rood-kleurige voorkant en bestaan uit 34 volumes en zijn van betere kwaliteit en heeft de kleurpagina's in kleur behouden, de vertaling is hierbij ook verbeterd, maar de Nederlandstalige editie hiervan is gestopt na 13 volumes, in 2011. Beide Nederlandstalige edities bevatten geen censuur, wat echter wel het geval is bij sommige Engelstalige edities.

## Eerste Nederlandstalige editie
| Nr. | Titel                                 | Hoofdstukken | Datum van uitgave |
| --- | ------------------------------------- | ------------ | ----------------- |
| 1   | De supersonische wolk                 | 001-005      | maart 2001        |
| 2   | De berg van vuur                      | 006-011      | april 2001        |
| 3   | De magische waaier                    | 012-018      | mei 2001          |
| 4   | De heilige draak                      | 019-024      | juni 2001         |
| 5   | De meester van de vechtsporten        | 025-030      | juli 2001         |
| 6   | De kampioenen                         | 031-036      | augustus 2001     |
| 7   | Confrontatie                          | 037-042      | september 2001    |
| 8   | De grote finale                       | 043-048      | oktober 2001      |
| 9   | De beslissing                         | 049-054      | november 2001     |
| 10  | De rode generaal                      | 055-060      | december 2001     |
| 11  | De spiertoren                         | 061-066      | januari 2002      |
| 12  | De grote manœuvres                    | 067-072      | februari 2002     |
| 13  | De schat van de piraat                |              | maart 2002        |
| 14  | Aralé                                 |              | april 2002        |
| 15  | Taopaïpaï                             |              | mei 2002          |
| 16  | De laatste aanval                     |              | juni 2002         |
| 17  | De demon                              |              | juli 2002         |
| 18  | De vijfde man                         | 103-108      | augustus 2002     |
| 19  | De wederopstanding                    | 109-114      | september 2002    |
| 20  | Volle maan                            |              | oktober 2002      |
| 21  | De voorronden                         |              | november 2002     |
| 22  | Tenshinhan                            |              | december 2002     |
| 23  | De vechtpartij van de eeuw            | 133-138      | januari 2003      |
| 24  | Eerste nederlaag                      | 139-144      | februari 2003     |
| 25  | De staatsgreep                        | 145-150      | maart 2003        |
| 26  | De meester van de wereld              | 151-156      | april 2003        |
| 27  | De grote woede                        | 157-162      | mei 2003          |
| 28  | Het weerzien                          | 163-168      | juni 2003         |
| 29  | Harde klappen                         |              | juli 2003         |
| 30  | Schifting                             |              | augustus 2003     |
| 31  | De finale                             |              | september 2003    |
| 32  | De titanen                            | 187-192      | oktober 2003      |
| 33  | Sangohan                              | 193-198      | november 2003     |
| 34  | De krijger uit de ruimte              | 199-204      | december 2003     |
| 35  | De weg van de slang                   | 205-210      | januari 2004      |
| 36  | De terugkeer van de titanen           | 211-216      | februari 2004     |
| 37  | De teamgenoten                        | 217-222      | maart 2004        |
| 38  | De terugkeer van Sangoku              | 223-228      | april 2004        |
| 39  | De prins van de Saïyens               | 229-234      | mei 2004          |
| 40  | Duel onder de maan                    | 235-240      | juni 2004         |
| 41  | De planeet Namek                      |              | juli 2004         |
| 42  | De horde                              |              | 2004              |
| 43  | De Nameks in de tegenaanval           |              | 2004              |
| 44  | De schepper                           |              | 2004              |
| 45  | De grote leider                       |              | 2004              |
| 46  | Het Ginue-commando                    |              | 2004              |
| 47  | De landing                            |              | 19 januari 2005   |
| 48  | De transmutatie                       |              | 9 februari 2005   |
| 49  | De dood van Nail                      |              | 16 maart 2005     |
| 50  | De terugkeer van Piccolo              |              | 20 april 2005     |
| 51  | Het wezen met duizend gezichten       |              | 18 mei 2005       |
| 52  | De laatste hoop                       |              | 15 juni 2005      |
| 53  | De energiebol                         |              | 13 juli 2005      |
| 54  | De komst van de Supersaiyen           |              | 24 augustus 2005  |
| 55  | Apocalyps op Namek                    |              | 21 september 2005 |
| 56  | De opleving                           |              | 12 oktober 2005   |
| 57  | De coalitie                           |              | 23 november 2005  |
| 58  | De robots                             |              | 14 december 2005  |
| 59  | Het helse drietal                     |              | 18 januari 2006   |
| 60  | De genezing                           |              | 15 februari 2006  |
| 61  | De geheimzinnige tegenstander         |              | 15 maart 2006     |
| 62  | Twee worden één                       |              | 12 april 2006     |
| 63  | Super-Vegeta                          |              | 17 mei 2006       |
| 64  | Cell, de laatste gedaanteverwisseling |              | 20 juni 2006      |
| 65  | Cell tegen Trunks                     |              | 12 juli 2006      |
| 66  | De uitdaging                          |              | 16 augustus 2006  |
| 67  | Sangoku's laatste gevecht             |              | 13 september 2006 |
| 68  | Super-Sangohan                        |              | 11 oktober 2006   |
| 69  | Afscheid van Sangoku                  |              | 15 november 2006  |
| 70  | De dood van Cell                      |              | 6 december 2006   |
| 71  | Great Saiyaman                        |              | 17 januari 2007   |
| 72  | De training                           |              | 14 februari 2007  |
| 73  | De finale                             |              | 14 maart 2007     |
| 74  | De nederlaag van Videl                |              | 11 april 2007     |
| 75  | De samenzwering met Babidi            |              | 23 mei 2007       |
| 76  | Satan, winnaar van het toernooi       |              | 13 juni 2007      |
| 77  | De wederopstanding van Boo            |              | 11 juli 2007      |
| 78  | Het offer van Vegeta                  |              | 14 augustus 2007  |
| 79  | Super-Saiyan 3                        |              | 19 september 2007 |
| 80  | Boo splitst zich                      |              | 17 oktober 2007   |
| 81  | Gotenks tegen Boo                     |              | 14 november 2007  |
| 82  | Sangohan brengt redding               |              | 5 december 2007   |
| 83  | Vegeta                                |              | 23 januari 2008   |
| 84  | De valstrik                           |              | 13 februari 2008  |
| 85  | De ontknoping                         |              | 19 maart 2008     |

## Ultimate Edition(2e Nederlandstalige editie)
| - 001. "Bulma en Son Goku" (ブルマと孫悟空, "Buruma to Son Gokū") - 002. "De ballen zijn weg!!" (球ボールがない!!, Bōru ga Nai!!) - 003. "Son Goku gaat naar de zee" (悟空・海へ走る, "Gokū · Umi e Hashiru") - 004. "De Kinto-un van Kame Sennin" (亀仙人の筋斗雲, "Kame-Sen'nin no Kinto-Un") - 005. "Oolon is op komst!" (ウーロンあらわる!!, "Ūron Arawaru!!") - 006. "Oolon vs. Son Goku" (ウーロン対決孫悟空, "Ūron Taiketsu Son Gokū") - 007. "Yamcha en Puerh" (ヤムチャとプーアル, "Yamucha to Pūaru") | - 008. "De geduchte Yamcha!!" (ヤムチャおそるべし!!, "Yamucha Osorubeshi!!") - 009. "Pas op voor de Dragon Balls!" (ドラゴンボール危うし!!, "Doragon Bōru Ayaushi!!") - 010. "Bandietenstrategie" (強盗大策戦, "Gōtō Dai-Sakusen") - 011. "De Fry Pan en Gyumao" (フライパン山の牛魔王, "Furaipan Yama no Gyūmaō") - 012. "Op zoek naar Kame Sennin" (亀仙人をたずねて, "Kame-Sen'nin o Tazunete") - 013. "De waaier van Kame Sennin" (亀仙人の芭蕉扇, "Kame-Sen'nin no Bashō-Sen") - 014. "De Kame Hame Ha van Kame Sennin!!" (亀仙人のかめはめ波!!, "Kame-Sen'nin no Kamehameha!!") |

| - 015. "Chi Shinchu, de bol met de zeven sterren" (七星球発見, "Chīshinchū Hakken") - 016. "De konijnenoren" (ウサギの耳, "Usagi no Mimi") - 017. "De magische krachten van de baas" (オヤブンの得意技, "Oyabun no Tokui Waza") - 018. "De Dragon Balls werden gestolen!!" (Ｄ。Ｂ。奪われる！！, "Doragon Bōru Ubawareru!!") - 019. "De draak verschijnt eindelijk!" (ついに龍あらわる！, "Tsui ni Doragon Arawaru!") - 020. "Doe een wens aan Shenlong!!" (神龍への願い！！, "Shenron e no Negai!!") - 021. "Vollemaan" (満月, "Mangetsu") - 022. "De transformatie van Goku" (悟空の大変身, "Gokū no Dai-Henshin") | - 023. "Het Dragon Team gaat uiteen" (ドラゴンチーム解散, "Doragon Chīmu Kaisan") - 024. "De training van Kame Sennin" (亀仙人の修業料, "Kame-Sen'nin no Shugyō Ryō") - 025. "Een bezoeker!! Een rivaal?" (ライバル？参上！！, "Raibaru? Sanjō!!") - 026. "Een mysterieus meisje" (？な女の子, "Fushigi na On'na no Ko") - 027. "Wanneer Lunch niest" (ランチのクシャミ, "Ranchi no Kushami") - 028. "Het begin van de training" (修業はじまり！！, "Shugyō Hajimari!!") - 029. "Op zoek naar de schildpadsteen" (亀マークの石さがし, "Kame Māku no Ishi Sagashi") |

| - 030. "Melklevering" (牛乳配達, "Gyūnyū Haitatsu") - 031. "De zware training van Kame Sennin" (亀仙流の厳しい修業, "Kamesenryū no Kibishii Shugyō") - 032. "Het begin van het Tenkaichi Budokai!!" (天下一武道会はじまる！！, "Tenka'ichi Budōkai Hajimaru!!") - 033. "De resultaten van de training!!" (修業の威力！！, "Shugyō no Iryoku!!") - 034. "We zijn onoverwinnelijk!" (天下無敵！, "Tenka Muteki!") - 035. "Verdeling van de wedstrijden!!" (対戦決定！！, "Taisen Kettei!!") - 036. "Eerste gevecht" (第１試合, "Dai-Ichi Shiai") - 037. "Tweede gevecht" (第２試合, "Dai-Ni Shiai") | - 038. "Derde gevecht" (第３試合, "Dai-San Shiai") - 039. "Vierde gevecht" (第４試合, "Dai-Yon Shiai") - 040. "Goku en zijn staart" (悟空のシッポ, "Gokū no Shippo") - 041. "Krilin tegen Jackie Chun" (クリリン対ジャッキー・チュン, "Kuririn Tai Jakkī Chun") - 042. "Een verwoed gevecht!" (大攻防戦！, "Dai-Kōbōsen!") - 043. "De mysterieuze Jackie Chun" (謎のジャッキー・チュン, "Nazo no Jakkī Chun") - 044. "Son Goku tegen Nam" (孫悟空対ナム, "Son Gokū Tai Namu") |

| - 045. "Gevecht in de lucht!" (大空中戦！, "Dai-Kūchūsen!") - 046. "De grote finale" (大決勝戦, "Dai-Kesshōsen") - 047. "Kame Hame Ha" (かめはめ波, "Kamehameha") - 048. "Son Goku, de kleine aap die alles na-aapt" (猿マネ孫悟空, "Saru Mane Son Gokū") - 049. "Jackie Chan (Muten Roshi) doet een tegenaanval" (武天老師の逆襲, "Jakkī Chun no Gyakushū") - 050. "Goku is er erg slecht aan toe!!" (悟空最大のピンチ！！, "Gokū Saidai no Pinchi!!") - 051. "Paniek in het Tenkaichi Budokai!!" (天下一武道会大騒然, "Tenka'ichi Budōkai Dai-Sōzen") - 052. "Tot het hoogste punt!!" (クライマックス近し！！, "Kuraimakkusu Chikashi!!") | - 053. "Climax" (クライマックス, "Kuraimakkusu") - 054. "Ik ga weer op avontuur!!" (再冒険！！, "Sai-Bōken!!") - 055. "Het rode lint" (赤いリボン, "Akai Ribon") - 056. "De oorlog om de Dragon Balls" (ドラゴンボール争奪戦, "Doragon Bōru Sōdatsusen") - 057. "Aanval op de Muscle Tower!!" (マッスルタワー突撃！！, "Massuru Tawā Totsugeki!!") - 058. "De geduchte Muscle Tower" (マッスルタワーの恐怖, "Massuru Tawā no Kyōfu") - 059. "De demon van de 2de verdieping!!" (３階の悪魔！！, "Sankai no Akuma!!") |

| - 060. "Murasaki, de ninja!!" (忍者ムラサキ！！, "Ninja Murasaki!!") - 061. "Ninjatechniek! Een tegenaanval van vier en een halve tatami!!" (忍法！ 四畳半タタミ返し！！, "Ninpō! Yonjōhan Tatamigaeshi!!") - 062. "De toestand is kritiek! Ontdubbelingstechniek" (危機！分身の術, "Kiki! Bunshin no Jutsu") - 063. "De cyborg C-8" (人造人間８号, "Jinzōningen Hachi-Gō") - 064. "4de verdieping" (５階 戦慄のブヨン, "Gokai Senritsu no Buyon") - 065. "Hoe winnen tegen Boing" (ブヨン攻略法, "Buyon Kōryakuhō") - 066. "De laatste ogenblikken van de Muscle Tower!!" (マッスルタワーの最期！！, "Massuru Tawā no Saigo!!") - 067. "Naar het Westen..." (西へ…, "Nishi e…") | - 068. "Bij Bulma, in de hoofdstad van het Westen" (西の都のブルマんち, "Nishi no Miyako no Buruma n’chi") - 069. "Bulma en Goku, 2de deel" (ブルマと悟空ｐａｒｔ２, "Buruma to Gokū Pāto Tsū") - 070. "De flater van Bulma!!" (ブルマの大失敗！！, "Buruma no Dai-Shippai!!") - 071. "Kamé House wordt ontdekt!!" (ＫＡＭＥ ＨＯＵＳＥ 発見さる！！, "Kame Hausu Hakken Saru!!") - 072. "Commandant Blue valt aan" (ブルー将軍 攻撃開始, "Burū Shōgun Kōgeki Kaishi") - 073. "De fout van commandant Blue" (ブルー将軍の誤算, "Burū Shōgun no Gosan") - 074. "De piratenval" (海賊たちの罠, "Kaizoku-tachi no Wana") |

| - 075. "De bewaker van de piratenschuilplaats" (海賊港の伏兵, "Kaizoku Minato no Fukuhei") - 076. "Op zoek naar de schat!" (お宝発見, "Otakara Hakken") - 077. "De fonkelende ogen van Blue" (光るブルーの眼, "Hikaru Burū no Me") - 078. "De grote ontsnapping!!" (大脱出！！, "Dai-Dasshutsu!!") - 079. "Vluchten of ontvluchten!!" (逃げろや逃げろ！！, "Nigero ya Nigero!!") - 080. "De drie gestolen Dragon Balls" (奪われた３個の龍球, "Ubawareta Sanko no Doragon Bōru") - 081. "Achtervolging tot in Penguin Village!" (追ってペンギン村！, "Otte Pengin Mura!") - 082. "De Dragon Rader is kapot" (こわれたドラゴンレーダー, "Kowareta Doragon Reidā") - 083. "De Dragon Rader is gestolen" (奪われたドラゴンレーダー, "Ubawareta Doragon Reidā") | - 084. "De beschermers van de Karintempel" (聖地カリンの親子, "Seichi Karin no Oyako") - 085. "“Tao Pai Pai”, de huurmoordenaar" (殺し屋゛桃白白゛, "Koroshiya “Tao Pai Pai”") - 086. "De dodelijke techniek van Tao Pai Pai: Dodonpa" (桃白白の必殺どどん波, "Tao Pai Pai no Hissatsu Dodonpa") - 087. "De Karintoren" (カリン塔, "Karin Tō") - 088. "Meester Karin, de wijze kluizenaar van de Karintoren" (カリン塔のカリン様, "Karin Tō no Karin-sama") - 089. "Het effect van het heilige elixir" (超聖水の効能, "Chō-Seisui no Kōnō") |

| - 090. "De wraak van Son Goku" (孫悟空の逆襲, "Son Gokū no Gyakushū") - 091. "Het grote gevecht om de tempel!!" (聖地の大決戦！！, "Seichi no Dai-Kessen!!") - 092. "Het einde van Tao Pai Pai" (最後の桃白白, "Saigo no Tao Pai Pai") - 093. "Son Goku trekt ten aanval" (孫悟空突撃, "Son Gokū Totsugeki") - 094. "De bliksemaanval van Son Goku!" (孫悟空快進撃！, "Son Gokū Kai-Shingeki!") - 095. "De dood van generaal Red!" (レッド総帥死す！, "Reddo Sōsui Shisu!") - 096. "Totale overwinning!!" (大勝利！！, "Dai-Shōri!!") - 097. "De laatste Dragon Ball" (最後の龍球, "Saigo no Doragon Bōru") | - 098. "Baba, de helderziende" (占いババ, "Uranai Baba") - 099. "De vijf vechters" (５人の戦士, "Gonin no Senshi") - 100. "Een gevecht met veel bloedvergieten" (大流血戦, "Dai-Ryūketsusen") - 101. "De duivelsplee" (悪魔の便所, "Akuma no Benjo") - 102. "Son Goku verschijnt ten tonele" (孫悟空見参, "Son Gokū Kenzan") - 103. "Son Goku is erg sterk!!" (孫悟空強し！！, "Son Gokū Tsuyoshi!!") - 104. "De Ackmight-straal" (アクマイト光線, "Akumaito-kōsen") |

| - 105. "De vijfde man" (５人目の男, "Gonin Me no Otoko") - 106. "Twee ijzersterke tegenstanders" (強敵同士, "Kyōteki Dōshi") - 107. "Goku's staart" (悟空のシッポ, "Gokū no Shippo") - 108. "Son Gohan" (孫悟飯, "Son Gohan") - 109. "De nieuwe uitdaging van Pilafs bende" (ピラフ一味の再挑戦, "Pirafu Ichimi no Sai-Chōsen") - 110. "De grote strategie van Pilaf" (ピラフの大作戦, "Pirafu no Dai-Sakusen") - 111. "De terugkeer van Shenron!!" (神龍再び！！, "Shenron Futatabi!!") - 112. "Zet 'm op, Son Goku!" (駆けろ！孫悟空, "Kakero! Son Gokū") | - 113. "De 22e Tenkaichi Budokai" (第２２回天下一武道会, "Dai-Nijūnikai Tenka’ichi Budōkai") - 114. "Strijd om de voorronden" (予選サバイバル, "Yosen Sabaibaru") - 115. "Strijd om de voorronden deel 2" (予選サバイバルその２, "Yosen Sabaibaru Sono Ni") - 116. "De loting van de wedstrijdtabel" (つくられた対戦表, "Tsukurareta Taisenhyō") - 117. "De Kame Hame Ha van Yamcha" (ヤムチャのかめはめ波, "Yamucha no Kamehameha") - 118. "Yamcha wordt verpletterd!!" (ヤムチャ破れる！！, "Yamucha Yabureru!!") - 119. "De wrok van de volle maan" (満月の恨み, "Mangetsu no Urami") |

| - 120. "Wat? De Dodonpa?" (なんとどどん波, "Nanto Dodonpa") - 121. "De tactiek van Krilin" (クリリンの大作戦, "Kuririn no Dai-Sakusen") - 122. "Son Goku is aan de beurt!" (孫悟空参上！！！, "Son Gokū Sanjō!!!") - 123. "Een gelijke strijd!" (実力伯仲！！, "Jitsuryoku Hakuchū!!") - 124. "De jonge Ten Shin Han" (若き天津飯, "Wakaki Tenshinhan") - 125. "Son Goku tegen Krilin!!" (孫悟空対クリリン！！, "Son Gokū Tai Kuririn!!") - 126. "Son Goku, een natuurkracht!!" (孫悟空強し！！, "Son Gokū Tsuyoshi!!") | - 127. "De tactieken van Krilin en Goku" (クリリンの作戦、悟空の作戦, "Kuririn no Sakusen, Gokū no Sakusen") - 128. "Het grootste gevecht aller tijden!" (天下一のスーパーバトル！！, "Tenka’ichi no Sūpā Batoru!!") - 129. "Haikyuken en gevechtskracht" (排球拳と戦闘パワー, "Haikyū-Ken to Sentō Pawā") - 130. "Ten Shin Han windt zich op!" (天津飯あせる！, "Tenshinhan Aseru!") - 131. "Ten Shin Han ziet af!" (天津飯、苦悩！, "Tenshinhan, Kunō!") - 132. "De Kikoho, de duivelse erfenis van Tsuru Sennin!" (鶴仙人の怨念気功砲！！, "Tsuru-Sen’nin no Onnen Kikōhō!!") - 133. "De laatste tactieken van allebei!" (両者最後の戦術！！, "Ryōsha Saigo no Senjutsu!!") - 134. "Het einde van het toernooi! En dan..." (武道大会終了！そして…, "Budō Taikai Shūryō! Soshite…") |

| - 135. "De dood van Krilin en een gruwelijk complot" (クリリンの死そして恐ろしき陰謀, "Kuririn no Shi Soshite Osoroshiki Inbō") - 136. "De verschrikkelijke demonenkoning Piccolo!" (ピッコロ大魔王の恐怖！, "Pikkoro Daimaō no Kyōfu!") - 137. "De wederopstanding van Son Goku" (よみがえれ孫悟空！, "Yomigaere Son Gokū!") - 138. "Een vreemd mannetje met een bol" (ボールを持った妙なやつ, "Booru o Motta Myō na Yatsu") - 139. "De prooi van Yajirobe" (ヤジロベーの獲物, "Yajirobē no Emono") - 140. "Tamboerijn komt eraan!" (タンバリンがやってくる！, "Tambarin ga Yatte Kuru!") - 141. "Son Goku ontploft!" (孫悟空爆発！！, "Son Gokū Bakuhatsu!!") - 142. "Demonenkoning Piccolo daalt neer!" (ピッコロ大魔王降り立つ！！, "Pikkoro Daimaō Oritatsu!!") | - 143. "Son Goku tegen demonenkoning Piccolo" (孫悟空対ピッコロ大魔王, "Son Gokū Tai Pikkoro Daimaō") - 144. "Son Goku bijt in het zand!" (孫悟空完敗！！, "Son Gokū Kanpai!!") - 145. "Het besluit van Muten Roshi" (武天老師の決心, "Muten Rōshi no Kesshin") - 146. "De laatste Mafuba van Kame Sennin!" (亀仙人最後の魔封波！！, "Kame-Sen’nin Saigo no Mafūba!!") - 147. "Wordt demonenkoning Piccolo weer jong?!" (若がえるか！？ピッコロ大魔王, "Waka Gaeru ka!? Pikkoro Daimaō") - 148. "Vraag meester Karin om raad!" (カリン塔に会え！！, "Karin Tō ni Ae!!", let. Ga naar Karintoren!!) - 149. "De verovering van de wereld" (世界征服, "Sekai Seifuku") |

| - 150. "De zorgen van meester Karin" (カリン様もなやむ, "Karin-sama mo Nayamu") - 151. "Het godenelixer!" (超神水！！！, "Chō-Shinsui!!!") - 152. "Son Goku gaat op weg!" (孫悟空ついに発進！！！！, "Son Gokū Tsui ni Hasshin!!!!") - 153. "Ten Shin Han is vastbesloten!" (天津飯の決意！！, "Tenshinhan no Ketsui!!") - 154. "De inschattingsfout van Ten Shin Han" (天津飯の誤算, "Tenshinhan no Gosan") - 155. "Son Goku in de tegenaanval" (孫悟空の逆襲, "Son Gokū no Gyakushū") - 156. "Woede!" (怒る！！, "Ikaru!!") - 157. "Het duel van de onsterfelijken!" (不死身の決戦！！, "Fujimi no Kessen!!") | - 158. "Son Goku in het nauw!" (孫悟空最大の危機！！, "Son Gokū Saidai no Kiki!!") - 159. "Strijd op de verschroeide vlakte!" (荒野の大格闘！！, "Kōya no Dai-Kakutō!!") - 160. "De laatste aanval van Son Goku!" (孫悟空最後の賭け！！, "Son Gokū Saigo no Kake!!") - 161. "De overwinning van Son Goku!" (孫悟空勝つ！！, "Son Gokū Katsu!!") - 162. "Het geheim van de Nyoi Bo!" (如意棒の秘密, "Nyoi-Bō no Himitsu") - 163. "Het heiligdom" (神殿, "Shinden") - 164. "De komst van de Almachtige" (神様登場, "Kami-sama Tōjō") |

| Hoofdstukken 165-179 |

| Hoofdstukken 180-194 |

| Hoofdstukken 195-209 |

| Hoofdstukken 210-224 |

| Hoofdstukken 225-239 |

| Hoofdstukken 240-254 |

| Hoofdstukken 255-269 |

| Hoofdstukken 270-284 |

| Hoofdstukken 285-299 |

| Hoofdstukken 300-314 |

| Hoofdstukken 315-329 |

| Hoofdstukken 330-334 |

| Hoofdstukken 345-359 |

| Hoofdstukken 360-374 |

| Hoofdstukken 375-390 |

| Hoofdstukken 391-405 |

| Hoofdstukken 406-420 |

| Hoofdstukken 421-436 |

| Hoofdstukken 437-452 |

| Hoofdstukken 453-469 |

| Hoofdstukken 470-486 |

| Hoofdstukken 487-503 |

| - 504. "De onverslaanbare samengesmolten vaders" (天下無敵の合体おとうさん, "Tenkamuteki no Gattai Otōsan") - 505. "Vegetto, de aanstichter" (挑発するベジット, "Chouhatsu Suru Bejitto") - 506. "Goku en Vegeta betreden Boo's lichaam" (ブウの中の悟空とベジータ, "Bū no Naka no Gokū to Bejīta") - 507. "Boo en Boo betreden Boo's lichaam" (ブウの中のブウとブウ, "Bū no Naka no Bū to Bū") - 508. "De pure Majin Boo" (純粋の魔人ブウ, "Junsui no Majin Bū") - 509. "Een gevecht voor het lot van het universum" (全宇宙を賭けた試合, "Zen’uchū o Kaketa Shiai") - 510. "Vegeta en Kakarrot" (ベジータとカカロット, "Bejīta to Kakarotto") - 511. "Vegeta geeft zijn leven" (命懸けのベジータ, "Inochigake no Bejīta") - 512. "Weg met Super Saiyan 3" (超サイヤ人３消える, "Sūpā Saiya-jin Surī Kieru") - 513. "Vegetas voorstel" (ベジータの考え, "Bejīta no Kangae") | - 514. "Een bericht voor de tot leven gewekte aardbewoners" (蘇った地球人へのメッセージ, "Yomigaetta Chikyū-jin e no Messeiji") - 515. "Geen verzamelde energie voor de Genki Dama" (集まらない元気玉の元気, "Atsumaranai Genki-Dama no Genki") - 516. "Conclusie" (決着, "Ketchaku") - 517. "Een grote finale, en toen..." (大団円そして…, "Dai-Dan’en Soshite…") - 518. "Tien jaar later" (そして１０年後, "Soshite Jūnengo") - 519. "Bye Bye, Dragon World" (バイバイドラゴンワールド, "Baibai Doragon Wārudo") - Extra "Trunks the Story —Een eenzame strijder—" (TRUNKS THE STORY －たったひとりの戦士－, "Torankusu za Sutōrī —Tatta Hitori no Senshi—") |

## Trivia
- Deel 32 van de 1e Nederlandstalige editie begint met de laatste pagina van hoofdstuk 186.
- Er zijn schrijffouten in sommige titels van de 1e Nederlandstalige editie, waaronder:
  - De titel van volume 40 is verkeerd gespeld als 'Duel onder de man' op de boekcover en afbeelding op Glénats website, terwijl de tekst op die site de juiste titel 'Duel onder de maan' heeft.
  - De titel van volume 65 heeft op de boekcover de titel van volume 15 'Taopaïpaï' door een fout. De tekst en cover op Glénats website is echter wel juist: 'Cell tegen Trunks'.
  - De titel van volume 79 gebruikt 'Saiyan', terwijl er normaal gezien in deze editie gebruik wordt gemaakt van 'Saïyen' of 'Saiyen', inclusief de dialogen in volume 79 zelf.
  - Er zijn nog andere fouten/verschillen op Glénats website in vergelijking met de werkelijke boekcovers.